# Дуји
Дуји (фр. Douilly) насеље је и општина у североисточној Француској у региону Пикардија, у департману Сома која припада префектури Перон.
По подацима из 2011. године у општини је живело 253 становника, а густина насељености је износила 25,61 становника/km². Општина се простире на површини од 9,88 km². Налази се на средњој надморској висини од 76 метара (максималној 87 m, а минималној 57 m).

## Демографија
| 1962. | 1968. | 1975. | 1982. | 1990. | 1999. | 2011. |
| ----- | ----- | ----- | ----- | ----- | ----- | ----- |
| 296   | 296   | 292   | 260   | 250   | 222   | 253   |

График промене броја становника у току последњих година